# مسابقات کاراته قهرمانی جهان ۱۹۷۰
مسابقات کاراته قهرمانی جهان ۱۹۷۰، اولین دوره مسابقات کاراته قهرمانی جهان بود که به میزبانی توکیو، ژاپن از ۱۰ تا ۱۳ اکتبر ۱۹۷۰ برگزار شد.

## مدال‌آوران
| رویداد              | طلا              | نقره                 | برنز                                  |
| ایپون (امتیاز کامل) | Koji Wada · ژاپن | John Carnio · کانادا | Tonny Tulleners · ایالات متحده آمریکا |
| ایپون (امتیاز کامل) | Koji Wada · ژاپن | John Carnio · کانادا | Dominique Valera · فرانسه             |
| تیمی                | ژاپن E           | ژاپن C               | ژاپن B                                |

## جدول مدال‌ها
| رتبه           | کشور                | طلا | نقره | برنز | مجموع |
| -------------- | ------------------- | --- | ---- | ---- | ----- |
| ۱              | ژاپن                | ۲   | ۱    | ۱    | ۴     |
| ۲              | کانادا              | ۰   | ۱    | ۰    | ۱     |
| ۳              | ایالات متحده آمریکا | ۰   | ۰    | ۱    | ۱     |
| ۳              | فرانسه              | ۰   | ۰    | ۱    | ۱     |
| مجموع (۴ کشور) | مجموع (۴ کشور)      | ۲   | ۲    | ۳    | ۷     |

## کشورهای شرکت‌کننده
| - آرژانتین - استرالیا - اتریش - بلژیک - برونئی - کانادا - شیلی - فرانسه - بریتانیای کبیر | - گواتمالا - هنگ کنگ - اندونزی - اسرائیل - ایتالیا - ژاپن - مکزیک - نیوزیلند - فیلیپین | - سنگاپور - کرهٔ جنوبی - سوریه - تایلند - ترینیداد و توباگو - ایالات متحده آمریکا - آلمان غربی - یوگسلاوی |